# 安康天皇
安康天皇（日语：／ Ankō Tennō）是日本的第20代天皇。本名穴穗（日语：／ Anaho）。他是允恭天皇的第二位皇子，有些历史学家认为他是中国《宋书》和《梁书》中的倭王興。根據《日本書紀》紀錄，在他父親允恭天皇駕崩後，木梨輕皇子行為暴虐，姦淫婦女。國人群臣皆不從，擁立穴穗皇子。木梨輕皇子欲襲穴穗皇子而密謀起兵，穴穗皇子復興兵將戰。當時太子知群臣不從、百姓乖違，所以便匿藏在物部大前宿禰的家。穴穗皇子知道後包圍其家，大前宿禰出門而迎接，木梨輕皇子即自殺。即位後，派根使主为皇弟大泊濑皇子向大草香皇子之妹求婚，根使主设计陷害，诬陷大草香皇子忤逆。天皇轻信谣言，诛杀了大草香皇子。並將他的妻子搶來做自己的皇后。結果，三年後他被大草香皇子7歲兒子眉輪王刺殺。这一场事故间接引发了日后皇统断绝危机，直到亿计、弘计二位王子复出才宣告结束。古事記記載他活了56歲。

## 外部連結
- 《日本書紀》——卷十三　允恭天皇、安康天皇

| 前任： 允恭天皇 | 日本天皇 | 繼任： 雄略天皇 |